# Občina Kranjska Gora
Občina Kranjska Gora je ena od občin v Republiki Sloveniji s 5.225 prebivalci (2020).
Občina Kranjska Gora leži v skrajnem severozahodem kotu Slovenije, na tromeji z Avstrijo in Italijo, ob vznožju Julijskih Alp in Karavank, v ožjem območju Triglavskega narodnega parka. Kranjska Gora je občinsko središče in največji kraj Zgornjesavske doline. Je tudi gorski turistični kraj in pomembno, svetovno znano zimskošportno središče. Okrog starega vaškega jedra je zrasel nov, turistični del naselja s hoteli, zasebnimi sobami in apartmaji, počitniškimi domovi, rekreacijskimi objekti in trgovskim središčem.
Kraj se je prvotno imenoval Borovška vas in je bil poseljen s Slovenci s Koroškega. V času, ko je nastajala Kranjska Gora, so bili gospodarji Gornjesavske doline briksenški in ortenburški grofje, pozneje pa so posest nasledili celjski grofje. Grof Friderik II. je leta 1431 dal postaviti grad Belo peč.
V času turških vpadov je bila zgrajena prva hiša v Srednjem vrhu, kjer so s kresom naznanjati prihod Turkov. Hiši se še danes reče pri »Merkeljnu« (od glagola merkati-paziti). Leta 1870 so odprli železniško progo Ljubljana-Rateče-Trbiž. V obdobju med prvo in drugo svetovno vojno je prilagodljivi vozni red pripomogel k naraščanju turizma, planinstva in po kriznem obdobju tudi k živahnemu razcvetu gornjesavskega gospodarstva. Začetki turizma segajo v leto 1904. Najprej se je razvijal poletni-klimatski turizem, pohodništvo in alpinizem, že med obema vojnama pa tudi zimski turizem: sankanje, skoki v Planici in smučanje. Danes ima občina Kranjska Gora 4.500 turističnih postelj v hotelih, zasebnih penzionih, apartmajih in zasebnih sobah. Osrednji kulturni spomenik je čudovita cerkev Marije vnebovzete, sezidane v poznogotskem slogu.
Občina Kranjska Gora obsega 256 km2 površine. Ustanovljena je bila v začetku leta 1995. Največje naselje v občini je Kranjska Gora (okoli 1.500 preb.), sledi Mojstrana (skoraj 1.100), Dovje, Rateče in Gozd-Martuljek (s po nekaj nad 600 prebivalci) itd. Občina je štela 5.342 prebivalcev.

## Naselja v občini
Belca, Dovje, Gozd Martuljek, Kranjska Gora, Log, Mojstrana, Podkoren, Rateče, Srednji Vrh, Zgornja Radovna

## Krajevne skupnosti
Občina Kranjska Gora se deli na 5 krajevnih skupnosti:
- KS Kranjska Gora
- KS Dovje - Mojstrana
- KS Rute
- KS Rateče - Planica
- KS Podkoren

## Simbol občine
Simbol občine Kranjska Gora je žival - ruševec, ki simbolizira neokrnjeno naravo, bogastvo in ljubezen in je v teh krajih zaščitena živalska vrsta.

## Turistične zanimivosti
- Planica, prizorišče svetovnih prvenstev v smučarskih skokih
- rojstna hiša Josipa Vandota, mladinskega pisatelja (Kekec)
- Lavtižarjevi dnevi ( kulturne prireditve v občini Kranjska Gora )
- smučišči Vitranc in Podkoren
- Zelenci, izvir Save Dolinke
- Martuljkova slapova
- Dolina Vrata s severno steno Triglava in slap Peričnik
- kolesarska proga Mojstrana–Rateče, urejena po trasi nekdanje železnice